# Río Tuira
El río Tuira es un río que está localizado al extremo este de Panamá, específicamente en la provincia de Darién y en la Comarca Emberá-Wounaan. Es el río más caudaloso del país y el segundo más largo (230 km), superado solo por su afluente, el río Chucunaque. Los ríos Tuira, Chucunaque y Balsas conforman una cuenca hidrográfica de 10.664,42 km², que es la mayor del país.
Este río nace en la zona de Altos de Quía, un área montañosa dentro del Tapón del Darién y que conforma parte de la frontera entre Colombia y Panamá. Avanza hacia el norte alimentándose de varios afluentes (Paya, Paca, Cupé, Topalisa, Púcuro y Yape) hasta llegar a la localidad de Yape, en la Comarca Emberá-Wounaan; en donde el río toma dirección al oeste hasta llegar al pueblo de El Real de Santa María, capital del distrito de Pinogana, en Darién. En esta localidad confluyen su afluente principal, el río Chucunaque y el río Pirre; avanza hacia el noroeste aumentando su ancho de manera considerable y recibiendo las aguas de otros ríos (Balsas e Iglesias). Al llegar a La Palma, capital de la provincia del Darién, su extensión es inmensa y se adentra al golfo de San Miguel, en el océano Pacífico.
Es considerado uno de los medios de comunicación fluvial en la provincia, ya que permite el paso de pequeñas embarcaciones a través de las ciudades de La Palma, Chepigana y El Real de Santa María. También su importancia radica en sus afluentes porque conectan las localidades selváticas de la provincia.